# Guatteria friesiana
Guatteria friesiana (W.A.Rodrigues) Erkens & Maas – gatunek rośliny z rodziny flaszowcowatych (Annonaceae Juss.). Występuje naturalnie w południowej Kolumbii oraz Brazylii (w stanie Amazonas). 

## Morfologia
PokrójZimozielone drzewo dorastające do 4 m wysokości.
LiścieMają kształt od podłużnego do eliptycznego. Mierzą 15–19,5 cm długości oraz 5–8 cm szerokości. Nasada liścia zbiega po ogonku. Blaszka liściowa jest o spiczastym wierzchołku. Ogonek liściowy jest nagi i dorasta do 5–9 mm długości.
KwiatySą pojedyncze, rozwijają się w kątach pędów. Działki kielicha są zrośnięte i dorastają do 9–10 mm długości. Płatki mają odwrotnie jajowaty kształt i osiągają do 15–17 mm długości.

## Biologia i ekologia
Rośnie w wilgotnych wiecznie zielonych lasach, na terenach nizinnych.